# Ampelozizyphus
- Commons
- Wikispecies

Ampelozizyphus Ducke  é um género botânico pertencente à família Rhamnaceae.

## Espécies
Apresenta duas espécies:
- Ampelozizyphus amazonicus, encontrada no Brasil.
- Ampelozizyphus guaquirensis, encontrada na Venezuela.